# Trausse
Trausse is een gemeente in het Franse departement Aude (regio Occitanie) en telt 446 inwoners (1999). De plaats maakt deel uit van het arrondissement Carcassonne en ligt in de Minervois. Een andere naam voor deze gemeente is Trausse-Minervois.

## Geografie
De oppervlakte van Trausse bedraagt 10,8 km2, de bevolkingsdichtheid is 41,3 inwoners per km2.

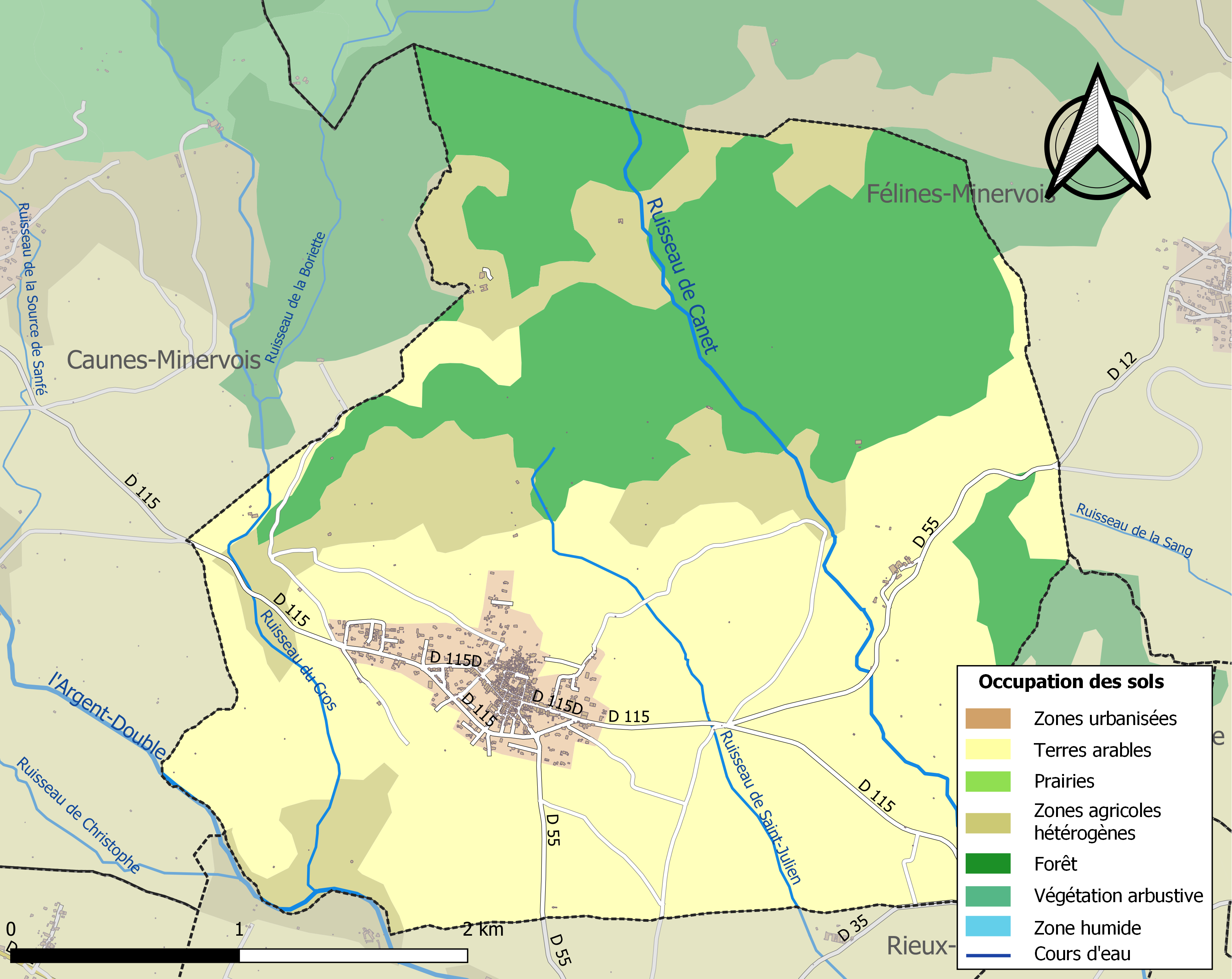
Kaart van de gemeente met de belangrijkste infrastructuur, bodemgebruik en omliggende gemeenten

## Demografie
Onderstaande figuur toont het verloop van het inwonertal (bron: INSEE-tellingen).

Vanwege een beveiligingsprobleem met de MediaWiki Graph-software is het momenteel niet mogelijk deze grafiek weer te geven. Zodra de software is bijgewerkt zal de grafiek vanzelf weer zichtbaar worden.